# Josif Pančić
Josif Pančić (o Giuseppe Pancio) (idioma serbio cirílico: Јосиф Панчић; transliterado al castellano "José Pancio"; nacido Josip Pančić, 17 de abril de 1814 – 8 de marzo de 1888) fue un botánico serbio. Fue un famoso docente del Gran Colegio de Belgrado, en las áreas de ciencias naturales y en agronomía.

## Biografía
Nacido Josip Pančić en Bribir, Crikvenica, Imperio de Habsburgo de una familia serbia católica, fue cuarto hijo de Pavel Pančić. Luego de concluir la escuela elemental en Gospić, ingresa al liceo en Rijeka, y se gradúa en 1842 en Budapest en Medicina. Ya había demostrado un ávido interés en la Biología, especialmente en Botánica.
Conoce al lingüista serbio Vuk Stefanović Karadžić en Viena, quien le escribe una carta de recomendación para las autoridades serbias con el fin de complacer sus deseos de afincarse en lo que posteriormente iba a ser el Principado de Serbia. Para ese entonces ha cambiado su primer nombre al equivalente en la Iglesia Ortodoxa Josif, y convertido a la fe ortodoxa.

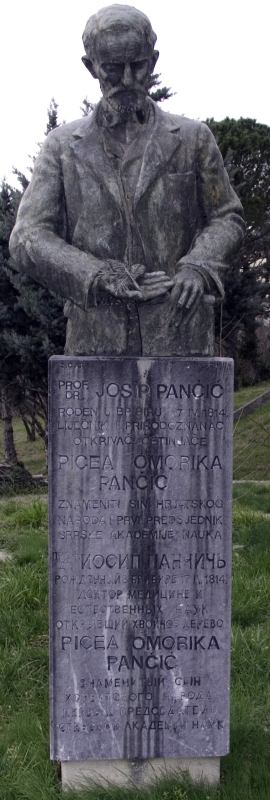
Estatua de Josif Pančić, Crikvenica, Croacia.

Pančić trabaja como médico en zonas rurales de Serbia, y documenta su flora durante sus frecuentes visitas al Principado. Se siente atraído por las cadenas montañosas Kopaonik, las que visita 16 veces de 1851 a 1886.
Se acreditó el haber clasificado muchas especies nuevas; donde su más significativo descubrimiento fue el "cedro serbio", al que nombra Pinus omorika (omorika es el apelativo serbio para el pino), más tarde sería reclasificado como Picea omorika (Pančić) Purk. 1877.
Pančić fue nombrado primer presidente de la Academia serbia de Ciencias y Artes formada el 5 de abril de 1887. A su pedido se abrirá el Jardín botánico "Jevremovac" de Belgrado.

## Honores
- Primer presidente de la Academia Serbia de Ciencias

- 1951: erección de un mausoleo a Josif Pančić en Kopaonik, por la Academia, la Universidad de Belgrado y la Unión Hikers, con la inscripción:

Por deseo del Honorable Pančić, lo hemos traído aquí para que descanse por siempre. Y también anunciamos su mensaje a la juventud serbia: "Solamente con un pleno conocimiento y análisis de la Naturaleza de nuestro país podremos demostrar cuanto amamos y honramos el terruño

### Epónimos
Género
- (Apiaceae) Pancicia Vis.[4]

Especies
- (Apiaceae) Angelica pancicii Vandas ex Velen.[5]

- (Asteraceae) Carduus pancicii Sch.Bip. ex Nyman[6]

- (Asteraceae) Centaurea pancicii J.Wagner[7]

- (Asteraceae) Chrysanthemum pancicii Janka[8]

- (Asteraceae) Cicerbita pancicii Beauverd[9]

- (Asteraceae) Hieracium pancicii Sch.Bip. ex Vis.[10]

- (Asteraceae) Jacobaea pancicii (Degen) Vladimir. & Raab-Straube[11]

- (Asteraceae) Lactuca pancicii (Vis.) N.Kilian & Greuter[12]

- (Asteraceae) Mulgedium pancicii Vis.[13]

- (Asteraceae) Senecio pancicii Degen[14]

- (Brassicaceae) Cardamine pancicii Hayek[15]

- (Brassicaceae) Malcolmia pancicii Adamović[16]

- (Brassicaceae) Wilckia pancicii Halácsy[17]

- (Campanulaceae) Phyteuma pancicii Rohlena[18]

- (Caryophyllaceae) Dianthus pancicii Velen.[19]

- (Dipsacaceae) Knautia pancicii Szabó[20]

- (Dipsacaceae) Trichera pancicii (Szabó) Soják[21]

- (Euphorbiaceae) Euphorbia pancicii Beck[22]

- (Euphorbiaceae) Tithymalus pancicii (Beck) Soják[23]

- (Lamiaceae) Mentha pancicii Heinr.Braun[24]

- (Lamiaceae) Calamintha panciciana Gand.[25]

- (Leguminosae) Astragalus pancicii Heuff.[26]

- (Leguminosae) Lathyrus pancicii (Jurišić) Adamović[27]

- (Leguminosae) Orobus pancicii Jurišić[28]

- (Poaceae) Festuca panciciana Hand.-Mazz. & Janch.[29]

- (Ranunculaceae) Aquilegia pancicii Degen[30]

- (Scrophulariaceae) Linaria pancicii Janka ex Nyman[31]

- (Scrophulariaceae) Orobanche pancicii Beck[32]

- (Scrophulariaceae) Verbascum × pancicii Bornm.[33]

- (Valerianaceae) Valeriana pancicii Halácsy & Baldacci[34]

## Obra
- Plantae serbicae rariores aut novae. A Prof. Roberto de Visiani et Prof. Josepho Pančić descriptae et iconibus illustratae. Decas I. – Typis J. Antonelli, Venetiis, 26 pp, Tab. I-VII. Con Roberto De Visiani (ex Vol. X, Memor. Imp. Reg. Institut), 1862

- Arena mobilis in Serbia eiusque flora. Editor	Drzhavnoj stampariji, 37 pp. en línea 1863

- Flora agri belgradensis, 1865

- Šumsko drveće i Šiblje u Srbiji. 184 pp. 1868

- Flora knez̆evine Srbije ili vaskularne biljke, koje y Srbije divlie rastu: Flora principatus Serbiae, 798 pp. 1874

- Flora Kneževine Srbije i Dodatak Flori Kneževine Srbije. Libro 492 de Posebna izdanja y Volumen 47 de (Odeljenje Prirodno-Matematičkih Nauka). Con Jovan Belić. Edición reimpresa de Srpska akademija nauka i umetnosti, 1.095 pp. 1874

- Elenchus plantarum vascularium quas aestate a. 1873 in Crna Gora, x + 113 pp. 1875

- Flora u okolini Beogradskoj po analitičnoj sistemi. 2ª edición de Drzhavnoj stampariji, 472 pp. 1878

- Elementa ad floram principatus Bulgariae, 71 pp. 1883

- Additamenta ad Floram Principatus Serbiae, 1884

- Nova graca za flora knez︠h︡evine Bugarske. Editor Kralevsko-Srpska Drz︠h︡avna Sh︠t︡amparija, 43 pp. 1886

- Iz prirode: malji spisi (De la naturaleza: registros de Malji). Volumen 13 de Srpska književna zadruga. Editor Štampano u Drž. štampariji Kraljevine Srbije, 182 pp. 1893

- Spomenica o svečanom skupu povodom 150-te godišnjic od rođenja Josifa Pančića. Libro 382 de Posebna izdanja. Editor Milan F. Bartoš & Nauč. delo. 61 pp. 1965

- mihailo Maletić, josif Pančić. Josif Pančić: Kopaonik i njegovo podgorje. Libro 1 de Biblioteka Pioniri jugoslovenske nauke. Editor Izdavačko odeljenje Istorijskog arhiva, 168 pp. 1968

- josif Pančić, mladen Josifović. Zbornik radova sa simpozijuma povodom 100. godišnjice prve jugoslovenske dendrologije Josifa Pančića. Libro 1 de Naučni skupovi. Editor Srpska akademija nauka i umetnosti. 236 pp. 1974

- josif Pančić, budislav Tatič, božidar p.m. Ćurčić. Sabrana dela Josifa Pančića: Zoološki radovi. Libro 6. Editor Zavod za udžbenike i nastavna sredstva, 997 pp. 1998

- La abreviatura «Pančić» se emplea para indicar a Josif Pančić como autoridad en la descripción y clasificación científica de los vegetales.[35]